# Defense Acquisition Program Administration
Die Defense Acquisition Program Administration (DAPA, Koreanisch: 방위사업청; Hanja: 防衛事業廳; RR: Bangwi Saeopcheong) wurde am 1. Januar 2006 als Teil einer umfassenden Reform der Verteidigungsbeschaffungsprojekte (einschließlich der Einführung und Entwicklung militärischer Ausrüstung) gegründet und ist eine zentrale Verwaltungsbehörde des südkoreanischen Verteidigungsministeriums.
Die DAPA hat die alleinige Autorität, Verteidigungsentwicklungs- und Beschaffungsprogramme für die Streitkräfte der Republik Korea zu planen und zu budgetieren und die Koreanischen Verteidigungsspezifikationen (KDS) zu erlassen. Zu den Unterbehörden der DAPA zählen die Agency for Defense Development (ADD, für die Verteidigungsentwicklung zuständig) und die Defense Agency for Technology and Quality (DTaQ, für Verteidigungsverbesserungsprogramme und Zertifizierungstests für Verteidigungsqualität zuständig).